# Lidokain
Lidokain je lokalni anestetik i antiaritmik. Spada u I.b skupinu antiaritmika, tj. on je blokator natrijevih kanala.

## Djelovanje
Njegovo dvojako djelovanje proizlazi baš iz činjenice da je svestrani blokator natrijevih kanala - blokadom natrijevih kanala na površini živaca on djeluje kao lokalni anestetik, a blokadom natrijevih kanala u srcu on se iskazuje kao antiaritmik. 
Hoće li lidokain djelovati kao lokalni anestetik ili kao antiaritmik - ovisi o načinu primjene. Primjerice, kada se lidokain daje lokalno, u tkivo ili pored živaca, pogotovo u kombinaciji s adrenalinom on djeluje kao lokalni anestetik. Međutim, ako se primijeni intravenski tada djeluje kao antiaritmik. Lidokain se ne može primjenjivati u obliku tableta ili kapsula, jer nakon apsorpcije prolazi kroz jetru gdje se hidrolizira, nakon čega više ne djeluje. 
Lidokain blokira natrijeve kanale, ali ta blokada traje kratko, tako da su mu učinci najizraženiji pri većim frekvencijama srca i u tkivu kojemu nedostaje kisika. Skraćuje akcijski potencijal i nije djelotvoran u liječenju aritmija atrija. Ali, zato je vrlo učinkovit u zaustavljanju ventrikularnih aritmija (fibrilacije), pogotovo u stanjima kada treba hitno reagirati, kao što je infarkt srca i tijekom operacija na srcu. 
Također, daje se i nakon proživljenog infarkta srca radi sprečavanja ventrikularne fibrilacije. Nažalost, primjena lidokaina nije, u konačnici, rezultirala manjim brojem smrtnih slučajeva, štoviše, prema nekim studijama, primjena lidokaina lagano povećava smrtnost zbog blokade provođenja impulsa i zbog zatajenja srca. Lidokain se ne smije primijeniti u slučajevima Adams-Stokesovog sindroma, Wolff-Parkinson-Whiteovog sindroma i u težim stupnjevima SA, AV ili intraventrikularnog bloka u odsutnosti umjetnog pacemakera.